# Walther Kranz
Pour les articles homonymes, voir Kranz.
Walther Kranz (Allemand : [kʀants] ;), né le 23 novembre 1884 à Georgsmarienhütte et mort le 18 septembre 1960 à Bonn, est un philologue allemand et historien de la philosophie.

## Vie
Kranz étudia la Philologie Classique à Berlin de 1903 à 1907 avec Ulrich von Wilamowitz-Moellendorf, Hermann Diels et Eduard Norden. Il reçut son doctorat en 1910 avec Wilamowitz-Moellendorf. Il enseigna pendant plusieurs années à Berlin dans l'école expérimentale de Grunewald. En 1932, il rejoint l'Université de Halle en tant que professeur honoraire de langues classiques. Il reprit la publication des "Fragments des présocratiques" à partir de la cinquième édition. Après l'arrivée des nazis au pouvoir, il subit des problèmes politiques parce que sa femme était juive. En 1937 il perdit entièrement sa licence d'enseignement et en 1943 il accepta une invitation de l'Université d'Istanbul et enseigna là-bas jusqu'en 1950. De 1950 à 1955 il fut Professeur Honoraire d'Histoire Ancienne à l'Université de Bonn. Il mourut à Bonn en 1960.

## Postérité
Avec Hermann Diels et comme lui, il est aujourd'hui surtout connu pour leur catalogue de fragments des textes perdus des penseurs présocratiques, qui est encore une référence incontournable de nos jours. De ce fait, les fragments des présocratiques ont pratiquement tous aujourd'hui une numérotation Diels-Kranz, qui fait office de notation conventionnelle chez les spécialistes pour s'y référer. Par exemple, ce célèbre aphorisme est le fragment DK (Diels-Kranz) B 53 d'Héraclite :

« La guerre est le père de toute chose, et de toute chose il est le roi. »

## Œuvres
- Stasimon. Untersuchungen zu Form und Gehalt der griechischen Tragödie, Verlag Weidman, Berlin 1933.
- Geschichte der griechischen Literatur. Leipzig 1940; 1998.  (ISBN 3-88059-949-1)
- Die griechische Philosophie: Zugleich eine Einführung in die Philosophie überhaupt. Leipzig 1941; 2004  (ISBN 3-938484-85-3)
- Studien zur antiken Literatur und ihrem Fortwirken. Heidelberg 1967.